# Rio São Miguel (vattendrag i Brasilien, Espírito Santo)
Rio São Miguel är ett vattendrag i Brasilien.   Det ligger i delstaten Espírito Santo, i den sydöstra delen av landet, 900 km sydost om huvudstaden Brasília.
Omgivningen kring Rio São Miguel är huvudsakligen savann. Området är mycket tätbefolkat, med 1 266 invånare per kvadratkilometer.